# Launch Complex 19
| Launch Complex 19                                                  | Launch Complex 19            |
| ------------------------------------------------------------------ | ---------------------------- |
| LC-19 am 23. Juni 1965 mit der Rakete Titan II (Mission: Gemini 4) |                              |
| Koordinaten                                                        | 28° 30′ 24″ N, 80° 33′ 17″ W |
| Typ                                                                | Orbital Launch Site          |
| Betreiber                                                          | U.S. Space Force NASA        |
| Baubeginn                                                          | Februar 1959                 |
| Launch Pads                                                        | 1                            |
| Raketen                                                            | Titan 1 Titan 2              |
| Erster Start                                                       | 14. August 1959              |
| Letzter Start                                                      | 11. November 1966            |
| CCAFS                                                              |                              |

Der Launch Complex 19 (LC-19) ist eine stillgelegte Startrampe der NASA, die Teil der Startrampengruppe „ICBM“ ist und zur Cape Canaveral Air Force Station gehört. Sie befindet sich auf Cape Canaveral in Florida, USA.

## Geschichte

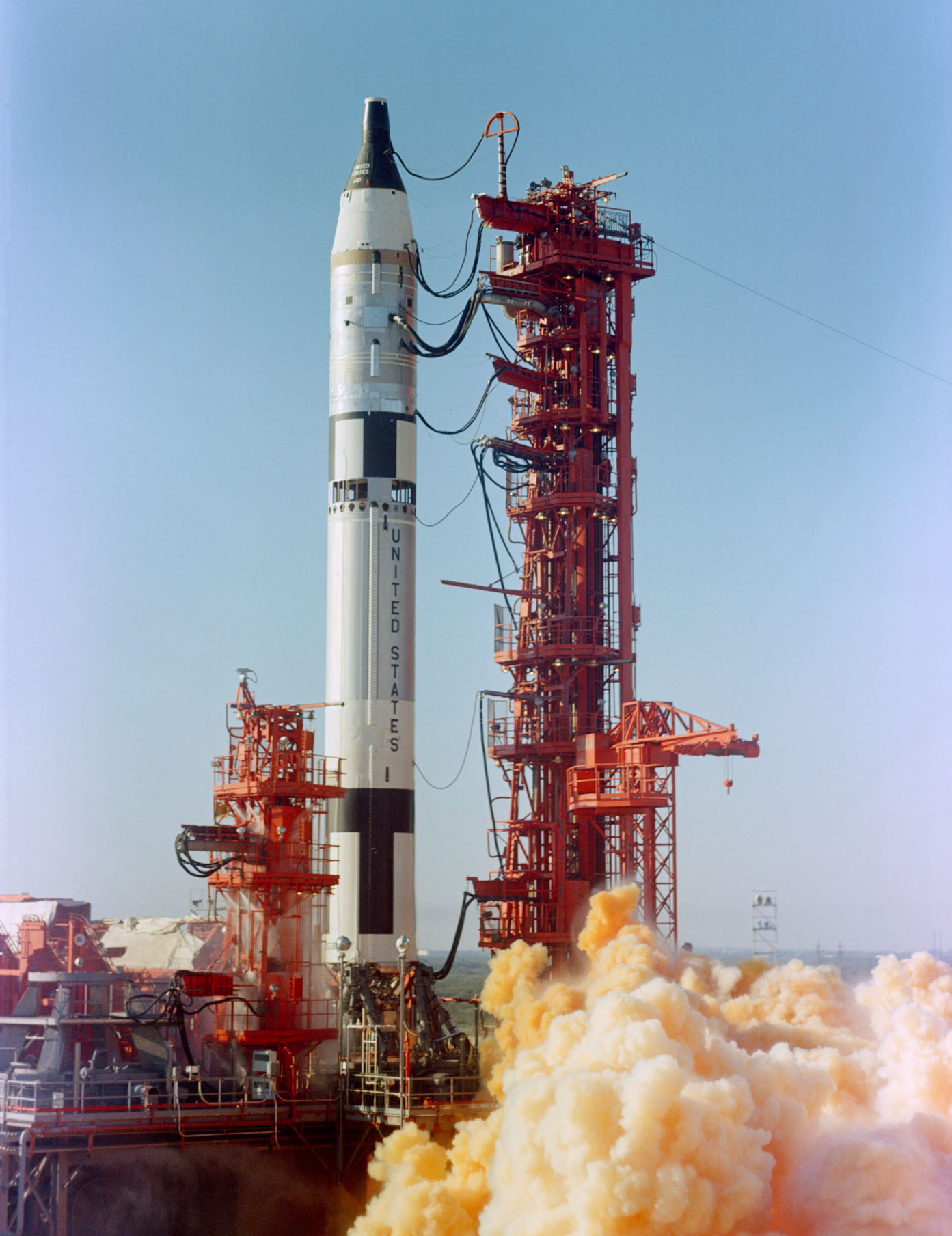
Start von Gemini 3

LC-19 wurde zusammen mit den Startplätzen 15, 16, und 20 Anfang 1959 gebaut.
Der erste Start erfolgte am 14. August 1959. Die Titan-1-Rakete explodierte jedoch schon auf der Startrampe. In den nächsten Jahren starteten weitere 14 Titan-1, bei zwei blieb der Erfolg aus.
Die erste Titan-2 mit Gemini 1 hob am 8. April 1964 ab. Genau wie bei der Gemini 2 waren noch keine Menschen an Bord; man wollte zuerst dieses neue Startsystem (Titan 2 mit Gemini-Raumschiff) beobachten.
Nach diesen beiden Testflügen konnte Gemini 3 mit Virgil Grissom und John Young am 23. März schließlich starten. Es folgten Gemini 4 bis Gemini 12. Danach legte man die Startrampe still.
Seit diesen Meilensteinen der Raumfahrt zerfällt die Rampe. Der Startturm wurde entfernt; die Servicestruktur rostet. Der White Room, durch den die Astronauten in das Gemini-Raumschiff einstiegen, wurde restauriert und kann im „CCAFS Space and Missile Museum“  besichtigt werden.

## Der Komplex

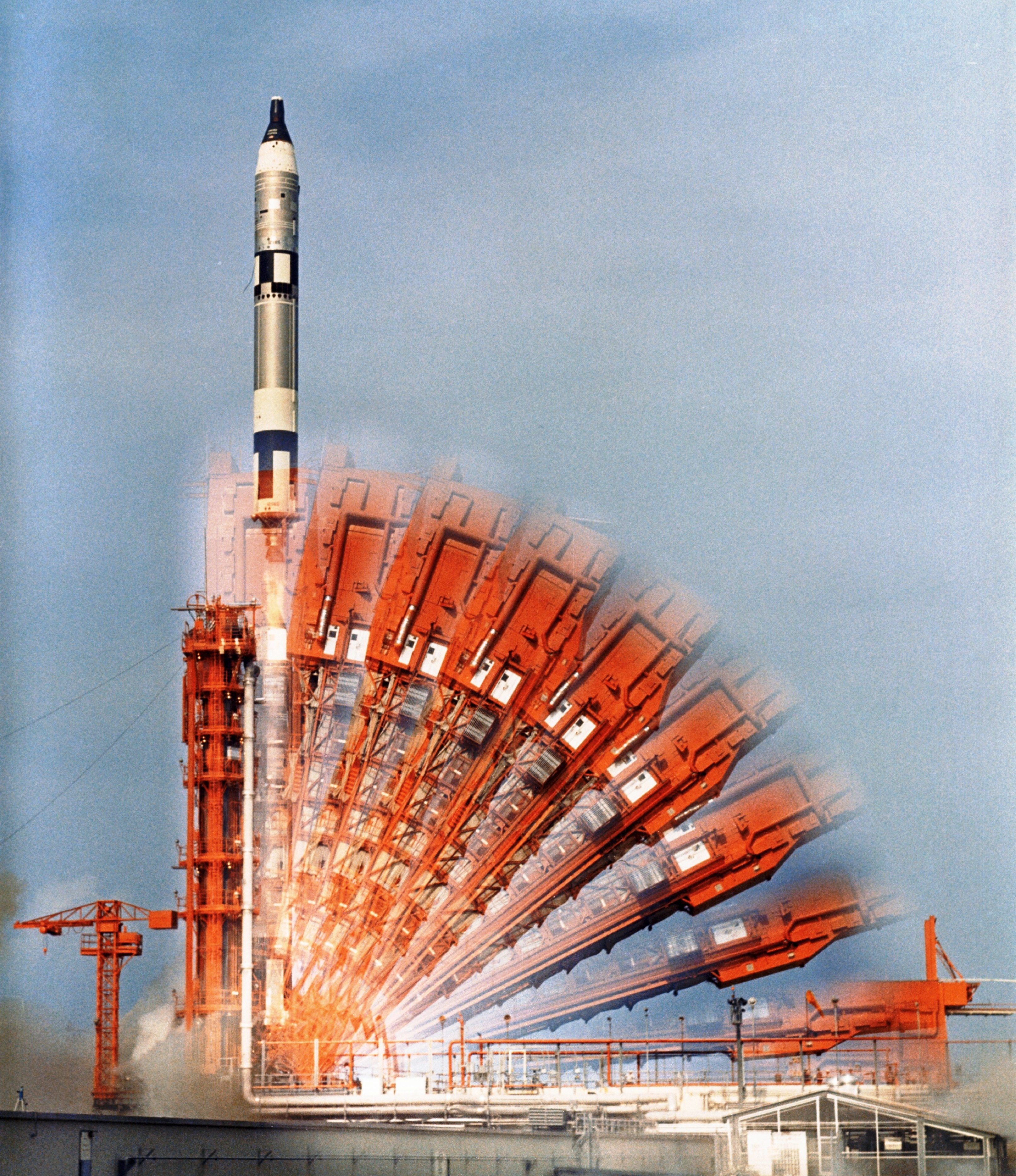
Wegschwenken der Service-Struktur

Die Startrampe  befindet sich auf einer künstlich erhöhten Ebene. Ein unbeweglicher Turm versorgte unter anderem die Rakete mit Treibstoff. Neben ihr liegt ein etwas größerer Serviceturm, auf dem sich der White Room befand. Dieser wurde in eine vertikale Position geklappt, sodass die Astronauten in das Raumschiff steigen konnten. Vor dem Start wurde er wieder in die horizontale Parkposition gestellt.
Neben der Startrampe befindet sich das „block house“. Es war das Kontrollzentrum der Missionen.

## Startliste
| Datum              | Zeit (UTC) | Raketentyp  | Seriennummer | Mission / Nutzlast        | Anmerkungen                                                                  |
| ------------------ | ---------- | ----------- | ------------ | ------------------------- | ---------------------------------------------------------------------------- |
| 14. August 1959    | 16:00      | Titan 1     | B-5          |                           | Fehlstart (erster Start einer Titan I, Rakete auf der Startrampe explodiert) |
| 2. Februar 1960    | 18:08      | Titan 1     | B-7A         |                           |                                                                              |
| 10. August 1960    | 22:46      | Titan 1     | J-7          | Mk4 Wiedereintrittskörper |                                                                              |
| 28. September 1960 |            | Titan 1     | J-8          | Mk4 Wiedereintrittskörper |                                                                              |
| 24. Oktober 1960   | 23:16      | Titan 1     | J-6          | Mk4 Wiedereintrittskörper |                                                                              |
| 20. Januar 1961    | 20:53      | Titan 1     | AJ-10        | Mk4 Wiedereintrittskörper | Fehlstart                                                                    |
| 20. Februar 1961   |            | Titan 1     | AJ-13        | Mk4 Wiedereintrittskörper |                                                                              |
| 28. März 1961      |            | Titan 1     | AJ-14        | Mk4 Wiedereintrittskörper |                                                                              |
| 24. Juni 1961      | 03:28      | Titan 1     | M-1          | Mk4 Wiedereintrittskörper |                                                                              |
| 25. Juli 1961      | 19:05      | Titan 1     | M-2          | Mk4 Wiedereintrittskörper |                                                                              |
| 8. September 1961  |            | Titan 1     | M-3          | Mk4 Wiedereintrittskörper |                                                                              |
| 7. Oktober 1961    | 01:30      | Titan 1     | M-4          | Mk4 Wiedereintrittskörper |                                                                              |
| 29. November 1961  |            | Titan 1     | M-5          | Mk4 Wiedereintrittskörper |                                                                              |
| 15. Dezember 1961  |            | Titan 1     | M-6          | Mk4 Wiedereintrittskörper |                                                                              |
| 29. Januar 1962    | 23:30      | Titan 1     | M-7          | Mk4 Wiedereintrittskörper |                                                                              |
| 8. April 1964      | 16:00      | Titan 2 GLV |              | Gemini 1                  |                                                                              |
| 19. Januar 1965    | 14:04      | Titan 2 GLV |              | Gemini 2                  |                                                                              |
| 23. März 1965      | 14:24      | Titan 2 GLV |              | Gemini 3                  |                                                                              |
| 3. Juni 1965       | 15:16      | Titan 2 GLV |              | Gemini 4                  |                                                                              |
| 21. August 1965    | 14:00      | Titan 2 GLV |              | Gemini 5                  |                                                                              |
| 4. Dezember 1965   | 19:30      | Titan 2 GLV |              | Gemini 7                  |                                                                              |
| 15. Dezember 1965  | 13:37      | Titan 2 GLV |              | Gemini 6                  |                                                                              |
| 16. März 1966      | 16:41      | Titan 2 GLV |              | Gemini 8                  |                                                                              |
| 3. Juni 1966       | 13:39      | Titan 2 GLV |              | Gemini 9                  |                                                                              |
| 18. Juli 1966      | 22:20      | Titan 2 GLV |              | Gemini 10                 |                                                                              |
| 12. September 1966 | 14:42      | Titan 2 GLV |              | Gemini 11                 |                                                                              |
| 11. November 1966  | 20:46      | Titan 2 GLV |              | Gemini 12                 |                                                                              |